# 1,1-Bis(2-metilfenil)etano
1,1-Bis(2-metilfenil)etano é o composto orgânico aromático de fórmula C16H18 e massa molecular 210,32. Nomenclatura da IUPAC 1-methyl-2-[1-(2-methylphenyl)ethyl]benzene. É classificado com o número CAS 33268-48-3.